# باتش آدمز
باتش آدمز الاسم الكامل هنتر باتش دوهيرتي آدمز (بالإنجليزية: Hunter Doherty "Patch" Adams)، من مواليد 28 مايو عام 1945، طبيب أمريكي، ناشط اجتماعي، مهرج ومؤلف. أسس «معهد جيزوند هايت!» عام 1971. في كل عام يقوم بتنظيم رحلة لمجموعة من المتطوعين من مختلف أنحاء العالم للسفر إلى عدة دول حيث يقومون بالتنكر كالمهرجين في محاولة لجلب الفكاهة للأيتام والمرضى وغيرهم من الناس.
يقيم آدمز حاليًا في أوربانا، إلينوي. يقوم بالترويج بالتعاون مع المعهد لنموذج الرعاية الصحية البديلة غير الممولة من وثائق التأمين.

## النشأة
ولد آدمز في ولاية واشنطن، ابن آنا ستيورات وروبيرت آدمز، كان والده ضابطاً في الجيش الأمريكي بينما كان يقيم في ألمانيا عندما كان آدمز في سن المراهقة. قاتل والده في كوريا، وتوفي أثناء تواجده في ألمانيا عندما كان آدمز يبلغ من العمر 16 عامًا فقط. بعد وفاة والده عاد آدمز مع أمه واخوته إلى الولايات المتحدة الأمريكية، وقد ذكر آدمز أنه عند عودته إلى وطنه واجه الظلم المؤسسي مما جعله هدفاً للتخويف والإهانة في المدرسة، نتيجة لذلك قام آدمز بمحاولة الانتحار عدة مرات وقد أدخل المشفى ثلاث مرات في سنة واحدة لأنه أراد إنهاء حياته، ثم قرر "لا تقتل نفسك أيها الغبي، بل قم بالثورة" 

## مهنه ومؤهلاته
بعد تخرجه من مدرسة ويكفيلد الثانوية (Wakefield High School) عام 1963. أنهى دراسات ما قبل الطب (pre-med) في جامعة جورج واشنطن، ثم التحق بالمدرسة الطبية من دون الحصول على شهادة البكالوريوس وحصل على شهادة الدكتوراة في الطب عام 1971 من جامعة فرجينيا كومنولث وهي كلية الطب في ولاية فرجينيا.
في عام 1960 قُتل أحد أصدقائه المقربين (كان رجلاً وليس امرأة كما ذكر في الفيلم الشهير عنه) على يد مريض مختل عقليا. واقتناعا منه بالارتباط القوي بين البيئة والعافية، فإنه يعتقد أن صحة الفرد لا يمكن فصلها عن صحة الأسرة والمجتمع والعالم.
بعد فترة وجيزة أسس آدمز وليندا وأصدقاؤهم المعهد الذي استمر كمستشفى حر لمدة 12 عام.

## معهد جيزوند هايت
بعد فترة وجيزة من التخرج، بدأ باتش وزوجته ليندا وأصدقاؤه في تطوير الأفكار التي أدت في النهاية إلى معهد جيزوند هايت. في الأصل كانوا عائلة زانيس، وكانوا يديرون "منزلًا" جماعيًا من عام 1971 إلى عام 1984. في عام 1989 تأسس المعهد كمؤسسة غير ربحية، واستمر في التطور حتى يومنا هذا. يقع مقر المعهد في ريف ولاية فرجينيا الغربية، وقد خصص المعهد منذ ذلك الحين لجمع التبرعات. وتتمثل الخطة الأخيرة في إنشاء مبنى مستشفى مجتمعي يضم 44 سريرًا، والذي سيوفر رعاية شاملة مجانية "لأي شخص يريد ذلك"، إلى جانب منشأة تعليمية يمكن أن تستوعب "120 موظفًا، يعيشون جميعًا معًا في القرية البيئية المشتركة".
رسوم فيلم باتش آدمز عام 1998 "مكنت من بناء ثلاثة مباني جميلة. تمهيدا للمباني الكبيرة التي نريدها للمستشفى". هذه عبارة عن مزرعة وورشة عمل وداشا تستوعب ورش العمل والدورات التي يقدمها المعهد. الفلسفة التعليمية واردة في "مدرسة تصميم المجتمع (SDaS) - للأشخاص الذين يرغبون في تغيير المجتمع عن طريق الرغبة والتصميم والتكوين." وتتضمن دورات حول الرعاية وورش عمل حول التهريج.
حصل آدمز على جائزة دير السلام لشجاعة الضمير في 29 يناير 1997.
منذ التسعينيات، دعم آدمز تحالف إيثاكا الصحي (IHA) في إيثاكا، نيويورك، الذي أسسه بول جلوفر تحت اسم صندوق إيثاكا الصحي (IHF). في يناير 2006، أطلق تحالف إيثاكا الصحي عيادة إيثاكا المجانية، مما أدى إلى إحياء الجوانب الرئيسية لرؤية آدمز. كما أشاد آدمز بشدة بكتاب جلوفر الذي كتب ونشر في نفس العام وهو كتاب ديمقراطية الصحة.
اعتبارًا من عام 2016، يدعي آدمز أنه "يلقي محاضرات لمدة 300 يوم في العام، وقد فعل ذلك لأكثر من 30 عامًا في 81 دولة، وينشر بذور ثورة الحب لتنشيط المجتمع والدعوة لإنهاء الرأسمالية".

## في الإعلام

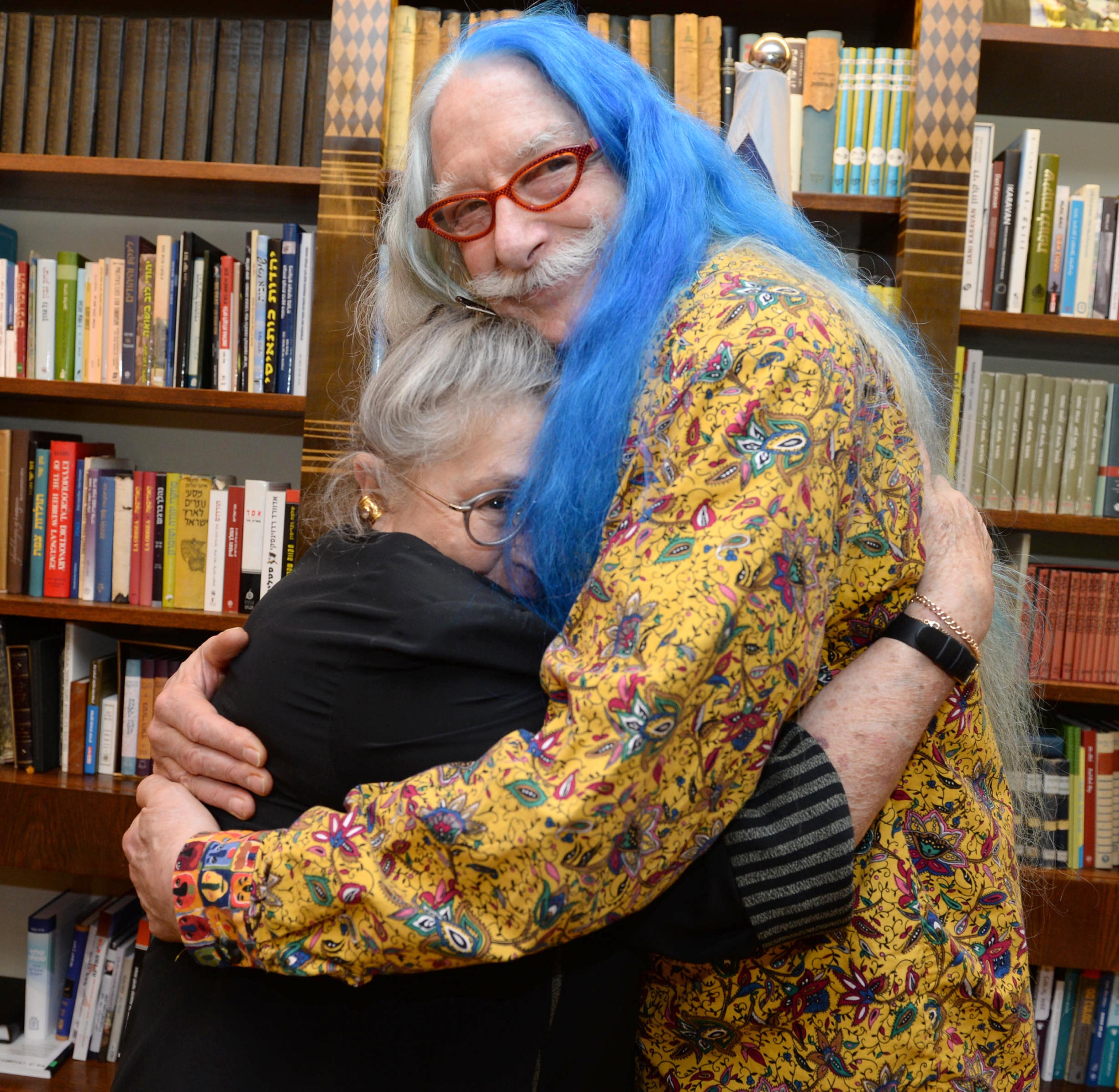
آدمز مع نحاما ريفلين في حفل توزيع جائزة دانييل للشفاء بالقلب في أبريل 2017

أُطلق فيلم «باتش آدمز» عام 1998 حيث كان مبنياً على حياة آدمز ورأيه عن الطب. لكن آدمز قام بنقد الفيلم قائلاً أنه يخلو من التمثيل الدقيق لمعتقداته لصالح الجدوى التجارية، كما أضاف أن الفيلم صوره كطبيب مضحك وترك إظهار جوانب حياته الأخرى ونشاطاته.
وفي مقابلة معه قال أن روبن ويليامز (ممثل شخصية باتش آدمز في الفلم) قد حصل على 21 مليون دولار من أربعة أشهر تظاهر فيها أنه أنا ولم يعط عشرة دولارات لمستشفى حر في بلد يوجد فيها 80 مليون شخص لا يستطيع الحصول على الرعاية الصحية. وفي مقابلة أخرى، أوضح آدمز أنه لا يكره ويليامز، قائلاً: "أعتقد أن روبن نفسه عطوف وكريم ومضحك. أحب أن أعتقد أن هذا هو ما أنا عليه، ولذا أعتقد أنه كان الممثل الوحيد الذي أردت أن ألعبه". أنا، وأعتقد أنه قام بعمل رائع".  الذي تبين أنه يدعم مستشفى سانت جود لأبحاث الأطفال (St.jude children's research hospital) لعدة سنوات.
عند سماعه لخبر وفاة روبن ويليامز أصدر هذا البيان " وصل الخبر الرهيب لي هنا في بيرو الأمازون في وقت متأخر ليلة الاثنين مع حزن كبير. يحيط بي أكثر من 100 من الأصدقاء والمهرجين في رحلتنا السنوية، نحن ننعى هذه الخسارة المأساوية وسنستمر في كنز عبقريته المصورة، روبن كان رجلاً رائع، لطيفاً وسخياً، أتذكر شيئاً مهماً حول شخصيته أنه كان متواضع ولم يمثل كأنه كان قوياً أو مشهوراً. بدلاً من ذلك كان دائم العطاء والترحيب مستعداً لمساعدة الآخرين بابتسامة أو بنكتة.
روبن كان كوميدياً رائعاً من دون شك، كان رحيماً وراعياً للإنسان. بينما كنت أشاهده يعمل في الفيلم باتش آدمز الذي قام به بتمثيل حياتي وجدته أنه كلما كان في لحظة صعبة لجأ للارتجال بأسلوبه للتخفيف عنه وعن طاقم التصوير.
نحن حزينون جداً لفقده وأنا ممتن جداً لأدائه الرائع في فيلم باتش آدمز مما أتاح للمعهد فرصة مواصلة وتوسيع عملنا، نقدم بركات جهدنا إلى عائلته وأصدقائه في هذه اللحظة من الحزن، أشكرك على كل ما قدمته للعالم روبن، شكراً لك يا صديقي".
كما أصدرت بوليوود فيلم يدعى مونا بهاي المستوحى من حياة آدمز وطرقه غير التقليدية في علاج المرضى.

## الحياة الشخصية
أثناء عمله في عيادة المراهقين في كلية الطب بجامعة فرجينيا كومونولث، في سنته الأخيرة في كلية الطب، التقى بليندا إدكويست، وهي طالبة زميلة بجامعة فرجينيا كومنولث متطوعة في العيادة. تزوج آدمز وإدكويست عام 1975 وأنجبا ولدين، أتوميك زاغنوت "زاج" آدمز ولارس زيج إدكويست آدمز. لقد انفصلا في عام 1998.
في مارس 2021، أعلن آدمز أنه بترت قدمه اليسرى في عملية بتر من تحت الركبة بسبب مشاكل مستمرة ناجمة عن عدوى مكورات عنقودية ذهبية مقاومة للميثيسيلين.

## روابط خارجية
- باتش آدمز على موقع IMDb (الإنجليزية)
- باتش آدمز على موقع إن إن دي بي (الإنجليزية)
- باتش آدمز على موقع قاعدة بيانات الفيلم (الإنجليزية)